# Гуччи, Гуччо (купец)
Гу́ччо Гу́ччи (итал. Guccio Gucci; до 1313, Флоренция — начало осени 1392, там же) — флорентийский шерстодел, купец и политический деятель. Восьмикратный консул цеха шерстоделов, пятикратный член сеньории, гонфалоньер справедливости, семикратный член Совета старейшин, пятикратный член Совета шестнадцати гонфолоньеров. Один из восьми членов Военного совета во время Войны восьми святых.

## Биография
Гуччо Гуччи родился не позднее 1313 года во Флорентийской республике (по-видимому, в городе Флоренции) в семье человека по имени Дино Гуччи и происходил из одного из двух старинных флорентийских родов Гуччи — Гуччи Риньери, обитавших в городском квартале Санта-Мария-Новелла. 
Всю свою взрослую жизнь Гуччи был шерстоделом, то есть занимался обработкой и продажей шерсти. В 1351 году он работал на некоего Доменико ди Лапо Гуидалотти, который направил его в Брюгге для закупки английской шерсти. В 1360-х годах он уже упоминается как соучредитель собственной компании, которая работала не только во Флоренции, но имела свой филиал в Венеции. Это была одна из немногих флорентийских шерстодельных компаний, которая не прекращала работу на венецианском рынке даже несмотря на сотрясшее Флоренцию восстание чомпи. В 1370-х годах совместно с несколькими другими купцами стал соучредителем как минимум двух других торговых компаний по продаже шерстяных тканей, торгововавших не только в Италии, но и за её пределами — в частности, в Леванте и на Кипре. В каждую из компаний Гуччи инвестировал не менее 3000—4000 золотых флоринов, что показывает, что он был намного успешнее среднего флорентийского купца тех лет. 
Помимо торговли, Гуччи на протяжении более 30 лет занимался также политикой. Он восемь раз избирался консулом цеха шерстоделов: в 1343, 1356, 1361, 1364, 1368, 1374, 1381 и 1385 годах. Пять раз был членом синьории (в 1357, 1362, 1365, 1368 и 1372 годах), из них один раз (в 1368 году) был гонфалоньером справедливости (главой правительства). Семь раз избирался в состав Совета старейшин (итал. Dodici buonomini; в 1355, 1360, 1366, 1369, 1374, 1380 и 1386 годах) и пять раз — в состав Шестнадцати гонфолоньеров (итал. gonfalonieri di Società; в 1356, 1359, 1364, 1371 и 1376 годах). Помимо этого, Гуччо Гуччи многократно привлекался для выполнения роли посланника и переговорщика — в 1373, 1379, 1380 и 1382 годах).
14 августа 1375 года в условиях начинающейся войны с Папским государством стал одним из восьми членов Военного совета (итал. balìa di guerra), называвшемуся также Восьми войны (итал. Otto di guerra), которому предстояло управлять городом в условиях боевых действий. Члены совета и все флорентийцы были отлучены от церкви папой Григорием XI, но за их войну против Церкви получили от современников прозвище «святых», а сама война вошла в историю как «война восьми святых». Боевые действия были успешными для флорентийцев — им удалось подкупить возглавлявшего папские войска кондотьера Джона Хоквуда с одной стороны, и привлечь на свою сторону многие другие итальянские города — с другой. Однако, несмотря на это, город и сами «святые» несли огромные экономические убытки, поскольку торговля в оставшихся верными папе городах прекратилась, а товары флорентийских купцов конфисковывались. Так, убытки только от одного арестованного в порту Анконы судна Гуччи составили 6600 флоринов, а все его попытки добиться возврата товаров оказались безрезультатными.
Авторитет Восьми был очень высок в городе — в апреле 1376 года было издано постановление, в котором они благодарились за большие услуги, оказанные городу, им были назначены ценные подарки, а также право для них и для их потомков по мужской линии помещать на герб слово Libertas (с лат. — «Свобода»). Также им было даровано право получить потомственное дворянство (этим правом «святые», по-видимому, не воспользовались, поскольку через два года дворянство были даровано им в время восстания чомпи). Совет восьми был распущен после заключения мира, последовавшего вслед за смертью Григория XI 27 марта 1378 года.
Последнее упоминание о Гуччо Гуччи и как о политике, и как о предпринимателе относится к 1386 году. Поскольку к тому моменту он был уже в весьма преклонных для той эпохи летах (ему было не менее семидесяти, а вероятнее — его возраст приближался к восьмидесяти), возможно, он решил отойти от дел. Вероятно, Гуччи скончался в начале осени 1392 года, незадолго до смерти своего старшего сына Джорджо, который был убит в ночь с 19 на 20 октября

## Семейная жизнь
Гуччо Гуччи был женат на Франческе де Липпо Спини и имел с ней восемь детей: шестерых сыновей (Джорджо, Томмазо, Джованни, Аттавиано, Кальвано и Дино) и двух дочерей (Альбьеру и Джованну).